# Нелидов-Френкель, Габриэль Самойлович
Габриэль Самойлович Нелидов (Нелидов-Френкель, при рождении Габриэль Шмулевич Френкель; 25 июля (6 августа) 1897, Екатеринослав — 1965, Киев) — украинский советский актёр. Заслуженный артист УССР (1954).

## Биография
Родился 25 июля (по старому стилю) 1897 года в Екатеринославе в семье екатеринославского купца (прежде богуславского мещанина Каневского уезда Киевской губернии) Шмуля Пинхосовича Френкеля (1872—?) и Суры-Рывы Лейзеровны Френкель (в девичестве Варшавской, 1882—?), дочери екатеринославского купца, заключивших брак там же 22 июня 1895 года. Окончил Киевский музыкально драматический институт им. Н. В. Лысенко.
С 1940 года — актёр Киевского ТЮЗа. С 1954 года — актёр Киевского театра имени Ивана Франко.

## Фильмография
- «На рельсах» (1927, Окунев)
- «Вместе с родителями» (1932, Гаврила)
- «Дивный сад» (1935, эксцентрик в цирке)
- «Негр из Шеридана» (1933, бармен)
- «Однажды летом» (1936, доктор (нет в титрах)
- «Щорс» (1939, полковник Кучеренко (нет в титрах)
- «Майская ночь, или Утопленница» (1952, пасечник)
- «В степях Украины» (1952, фильм-спектакль, дед Остап)
- «Сашко» (1958)
- «Гроза над полями» (1958, эпизод)

Озвучивание:
- «Приключения Перца» (1961, мультфильм)[3]